# Magdalena Grabowská
Magdalena Grabowská rozená Magdalena Kumietová (* 18. září 1980) je bývalá polská sportovní šermířka, která se specializovala na šerm kordem. Polsko reprezentovala v prvním desetiletí jednadvacátého století. V roce 2005 obsadila třetí místo na mistrovství Evropy v soutěži jednotlivkyň. S polským družstvem kordistek vybojovala druhé místo na mistrovství Evropy v roce 2005.